# Frank van Wezels roemruchte jaren
Frank van Wezels roemruchte jaren is een Nederlandse roman over de mobilisatiejaren tijdens de Eerste Wereldoorlog van de onderwijzer Frank van Wezel. De roman werd geschreven door A.M. de Jong en voor het eerst gepubliceerd in 1928.

## Samenvatting
Frank van Wezel is een onderwijzer in Amsterdam. De Eerste Wereldoorlog is in volle gang, maar Nederland is nog altijd neutraal. Uit voorzorg is het Nederlandse leger gemobiliseerd. Van Wezel is tien jaar geleden uitgeloot voor zijn dienstplicht en het is dan ook een onaangename verrassing als hij op zijn 29e alsnog wordt opgeroepen. Samen met de andere ongelukkigen van de Lichting Bosboom, genoemd naar de minister die de uitgelote soldaten alsnog heeft opgeroepen, gaat Frank in opleiding.
Al snel blijkt dat er een tekort aan officieren is en elke rekruut met meer dan lagere school gaat vrijwillig of verplicht naar de officiersopleiding. Ook Frank van Wezel. Inmiddels is hij begonnen met het schrijven van anonieme cursiefjes over het leven van een dienstplichtig soldaat onder de titel "dagboek van een landstormman". Een socialistische krant plaatst de stukjes die zeer kritisch zijn over het Nederlandse leger. Het leger ziet de humor er echter niet van in en speurt naarstig naar de schrijver.
Intussen wordt Frank bevorderd tot korporaal en vervolgens, ondanks zijn sabotagepoging op het onderofficiersexamen, tot sergeant. Als hij ervan wordt verdacht de schrijver te zijn van de cursiefjes, wordt hij getreiterd door de dienstdoende officier. Hij verliest zijn geduld en wordt op de bon geslingerd. Hij krijgt eenzame opsluiting en later kamerarrest. Later wordt hij voor straf overgeplaatst naar het Veldleger in Brabant. Als hij weer terugkomt bij zijn onderdeel, zijn de meesten van zijn kameraden inmiddels officier of overgeplaatst. Hij weet te regelen dat hij als sergeant zijn eindrang heeft bereikt. Na een korte periode bij de 'bloedploeg', de stormtroepen, vindt hij een rustig baantje bij het hospitaal waar hij de mobilisatie uitzit. De enige dreiging komt nog van de uitbraak van de Spaanse griep. Maar Frank overleeft ook deze dreiging (door het drinken van grote hoeveelheden alcohol) en mag na de mobilisatie weer voor de klas.

## Achtergrond
A.M. de Jong baseerde zich voor deze roman op zijn eigen leven. Hij werd tijdens de mobilisatie in de Eerste Wereldoorlog opgeroepen voor het leger en van de officiersopleiding verwijderd vanwege zijn 'Notities van een Landstormman'. Dit waren kritische stukjes over het leger. De Jong schrijft echter niet alleen kritisch over het leger, hij schrijft ook over de heersende armoede en de daaruit voortvloeiende rellen, zoals in de Amsterdamse Jordaan. Vooral het onvermogen en soms ook de onwil van de overheid om iets aan de situatie van de armen te doen wordt door hem beschreven. Als Frank bijvoorbeeld een zitting van de krijgsraad bijwoont, ziet hij hoe een boerenjongen wordt berecht. De jongen zag het boerenbedrijf van zijn moeder, een weduwe, ten onder gaan als gevolg van het ontbreken van haar man en zoon. Hij vraagt verlof om haar te helpen als dit wordt geweigerd, weigert de jongen dienst. Frank verwacht compassie van de krijgsraad, maar die veroordeelt de soldaat tot een zware straf.
Net als zijn romanfiguur was De Jong geen pacifist, maar had wel een afkeer van de kadaverdiscipline van het leger. Hij verzette zich tegen de zinloosheid van de oorlog, maar wilde geen dienst weigeren.

## Stijl
De Jong schrijft in de van hem bekende vlotte vertellersstijl. Het boek heeft vaart en is met veel humor geschreven. De gebeurtenissen in het leger zijn een bron van vermaak. Zo schetst De Jong hoe een jonge officierskandidaat op zijn examen zijn superieuren tot waanzin drijft door imaginaire flessen melk uit imaginaire melkkarren stuk te gooien om een vijandelijk wielrijderspeloton tegen te houden. De kandidaat verdedigt zich door te stellen dat het wielrijderspeloton al even imaginair is als zijn melkkar. Met veel liefde en aandacht schildert hij de verschillende karakters, zoals de bootwerker Van Wezep die met zijn kolderieke rijmgedrag iedereen dol maakt, of de kleine joodse groenteman Meier, die begonnen is aan een stille strijd om uit het leger ontslagen te worden. Ook andere soldaten worden levensecht neergezet, met hun eeuwige gekanker op het leger, hun humor en het sappige taalgebruik. Ook de officieren zijn naar het leven getekend. Het blijven, ondanks indrukwekkende sabels, onderscheidingen en krijgshaftige snorren, gewone mensen. Er zitten lafaards tussen, machtswellustelingen, geboren leiders, maar ook mannen die zich kwetsbaar durven op te stellen en toegeven dat zij het ook niet altijd eens zijn met het leger. Het is duidelijk dat A.M. de Jong weinig ophad met de machtswellustelingen. Zo wordt de luitenant Tuijnman, herhaalde malen in beeld gebracht als voorbeeld van een officier die alle sympathie bij zijn manschappen verliest door zijn humorloze gedrag en de kadaverdiscipline die hij oplegt. Onnodig te zeggen dat Tuijnman uiteindelijk moet inbinden en naar een andere lichting wordt overgeplaatst.

## Invloed
Het boek is na de publicatie in 1928 nog vele malen herdrukt. Het Nederlandse leger bleef wantrouwig ten opzichte van het boek. Toen er sprake was van een herdruk ten tijde van de mobilisatie in 1939 probeerde de legerleiding dit tegen te houden omdat het boek defaitistisch zou zijn.